# 'Ndrina Albanese
Gli Albanese sono una potente 'ndrina di Cittanova e Laureana di Borrello. Hanno ramificazioni nell'area bresciana e in Toscana ma anche a Pomezia nel Lazio, Ortovero, Toirano, Villanova d'Albenga e Ceriale in Liguria.
Sono alleati dei Raso-Gullace. Le loro attività vanno dal traffico di droga al mercato dell'uva, ed in passato hanno fatto pure sequestri di persona.

## Storia
Negli anni sessanta a Cittanova insieme ai Raso e ai Gullace si sono scontrati con i Facchineri, i Marvaso e i Monteleone. La faida scoppia il 23 marzo 1964 con l'omicidio di Domenico Gerace, vicino ai Facchineri.
Termina solo nel 1970 con l'omicidio di Celestino Gullace.
La faida fu vinta dagli Albanese-Raso-Gullace.
Negli anni Novanta scoppia la faida di Laureana di Borrello tra gli Albanese-Cutellè-Tassone e i Ferrentino-Chindamo-Lamari-D'Agostino si risolve con una pace voluta dai Mancuso-Pesce-Piromalli e Bellocco per l'inconcludenza del conflitto.
Agli Albanese gli viene assegnato il controllo del territorio di Candidoni, Melicucco, San Pietro di Caridà e Serrata.

## Fatti recenti
Con la conclusione dell'operazione Alchemia della DDA di Reggio Calabria e dello SCO di Roma del 19 luglio 2016 vengono arrestate 40 persone tra la Calabria e la Liguria presunte affiliate dei Gullace-Raso-Albanese e Parrello-Gagliostro oltre che politici e imprenditori accusati di associazione mafiosa, contraffazione, corruzione, intestazione fittizia di beni e società. Tentavano di infiltrarsi negli appalti per la costruzione del terzo valico ferroviario di alta velocità Genova-Milano in Liguria e per appalti inerenti al trasporto pubblico e allo smaltimento rifiuti a Roma. Risultano indagati il senatore Antonio Caridi e il vicepresidente del consiglio regionale della Calabria Francesco D'Agostino. Sono stati rilevate la gestione di aziende di igiene ambientale e industriale, di produzione di lampade a led e del settore tradizionale del movimento terra ma anche investimenti immobiliari in Francia (Costa Azzurra), Brasile e in Spagna (Isole Canarie).
Nel 2019 vengono sequestrati beni per 15 milioni tra Savona, Alessandria e Reggio Calabria.